# Кубок СССР по лыжным гонкам 1969
1-й лично-командный Кубок СССР по лыжным гонкам проводился в Бакуриани (Грузинская ССР) с 8 по 10 февраля 1969 года. Соревнования проводились по четырём дисциплинам — гонки на 15 и 50 км (мужчины), гонки на 5 и 10 км (женщины). У мужчин в гонке на 15 км стартовали 79 участников, на 50 км — 65 участников. У женщин в гонке на 5 км стартовали 77 участников, на 10 км — 69 участников.

### Мужчины
|                             | Золото                                               | Серебро                                        | Бронза                                                   |
| --------------------------- | ---------------------------------------------------- | ---------------------------------------------- | -------------------------------------------------------- |
| Гонка на 15 км (8 февраля)  | Ильин Геннадий 57.53 «Спартак» Калининская область   | Веденин Вячеслав +0.03 «Динамо» Москва         | Симашев Федор +0.16 «Динамо» Москва                      |
| Гонка на 50 км (10 февраля) | Теребов Николай 2:59.53«Спартак» Кемеровская область | Гизатуллин Баязит +2,47 «Труд» Башкирская АССР | Чарковский Юрий +2.53 «Спартак» Петропавловск-Камчатский |

### Женщины
|                             | Золото                                           | Серебро                                             | Бронза                                            |
| --------------------------- | ------------------------------------------------ | --------------------------------------------------- | ------------------------------------------------- |
| Гонка на 5 км (8 февраля)   | Кулакова Галина 21.16 «Труд» Кемеровская область | Карулина Галина +0.46 «Динамо» Свердловская область | Владимирова Ирина +0.47 «Авангард» Украинская ССР |
| Гонка на 10 км (10 февраля) | Кулакова Галина 39.23 «Труд» Кемеровская область | Олюнина Алевтина +0.14 «Труд» Горьковская область   | Владимирова Ирина +0.51 «Авангард» Украинская ССР |

## Командные результаты спортивных обществ
| Место | Спортивное общество | Сумма очков |
| ----- | ------------------- | ----------- |
| 1.    | «Труд»              | 437         |
| 2.    | «Динамо»            | 424         |
| 3.    | «Спартак»           | 342         |

## Командные результаты областей, краев, АССР. Москвы и Ленинграда
| Место | Регион               | Сумма очков |
| ----- | -------------------- | ----------- |
| 1.    | Москва               | 392         |
| 2.    | Свердловская область | 205         |
| 3.    | Ленинград            | 178         |